# Josef Wohlmuth
Josef Wohlmuth (* 7. Januar 1938 in Laibstadt, Bayern) ist ein deutscher römisch-katholischer Theologe. Er war als Hochschullehrer an den Universitäten Köln und Bonn tätig.

## Leben
Nach dem Abitur in Eichstätt studierte Josef Wohlmuth katholische Theologie in Eichstätt und Innsbruck. Nach der Priesterweihe 1964 in Eichstätt und der Primiz am 5. Juli 1964 in Laibstadt war Wohlmuth vier Jahre als Kaplan in Gunzenhausen tätig. Für seine Promotionsstudien war er an den Universitäten in Tübingen, Bologna, Nijmegen, Regensburg und Bonn. Sein Doktorvater war Josef Ratzinger. 1980 habilitierte er an der Katholisch-Theologischen Fakultät der Universität Bonn im Fach Dogmatik und Dogmengeschichte. 1981 wurde er als Professor für Theologie und ihre Didaktik an die Erziehungswissenschaftliche Fakultät der Universität in Köln berufen und war dort bis 1986 tätig. Danach wechselte er als Professor für Dogmatik an die Rheinische Friedrich-Wilhelms-Universität Bonn, wo er bis zu seiner Emeritierung 2003 blieb. 1984/85 und 2003/04 war Wohlmuth Studiendekan am Theologischen Studienjahr an der Dormitio-Abtei in Jerusalem.
Vom 1. Mai 2004 bis zum 30. September 2011 war Josef Wohlmuth Leiter des Cusanuswerks. Sein Nachfolger ist Georg Braungart.
Die Katholisch-Theologische Fakultät der Otto-Friedrich-Universität Bamberg verlieh Wohlmuth am 7. Juli 2009 die Ehrendoktorwürde, ebenso die Katholische Universität Eichstätt-Ingolstadt am 12. Dezember 2014.

## Forschungsschwerpunkte
- Dogmen- und Konzilsgeschichte,
- Ökumenische Fragen,
- Christlich-jüdischer Dialog sowie Auseinandersetzung mit zeitgenössischer Philosophie und moderner Ästhetik.

## Monographien
- Realpräsenz und Transsubstantiation im Konzil von Trient (1975)
- Verständigung in der Kirche. Untersucht an der Sprache des Konzils von Basel (1983)
- Jesu Weg – unser Weg. Kleine mystagogische Christologie (1992)
- Im Geheimnis einander nahe. Theologische Aufsätze zum Verhältnis von Judentum und Christentum (1996)
- Die Tora spricht die Sprache der Menschen. Theologische Aufsätze und Meditationen zum Verhältnis von Judentum und Christentum (2002)
- Mysterium der Verwandlung – Eine Eschatologie aus katholischer Perspektive im Gespräch mit jüdischem Denken der Gegenwart (2005)
- Jerusalemer Tagebuch 2003/04 – Theologisch-spirituell-politisch (= Jerusalemer Theologisches Forum, Bd. 8; 2006).
- An der Schwelle zum Heiligtum. Christliche Theologie im Gespräch mit jüdischem Denken (2007).
- Gast sein im Heiligen Land. Ein narrativ-theologisches Reisebuch (2008).
- Theologie als Zeit-Ansage (2016).
- Herausgegeben zusammen mit Hubert Frankemölle: Das Heil der Anderen. Problemfeld „Judenmission“. (= QD 238; 2010).
- Gast sein im Heiligen Land. Ein narrativ-theologischer Reiseführer (2008).